# Museu de Ceràmica (Barcelona)
El Museu de Ceràmica de Barcelona estava ubicat al Palau Reial de Pedralbes. Fundat el 1966, mostrava una col·lecció de peces representatives de ceràmica espanyola que anava va del segle xii al segle xxi. Era un centre reconegut internacionalment pel que fa a l'estudi de la ceràmica tradicional i contemporània. Va tancar les portes a finals del 2012 per a integrar la seva col·lecció en el futur Museu del disseny de Barcelona.

## Edifici
Article Principal: Palau Reial de Pedralbes
El Palau de Pedralbes va ser construït entre 1920 i 1924 en uns terrenys de Joan Güell, Marqués de Comillas, i era el palau on es quedava la família reial quan visitava Barcelona.
Es va construir segons els plànols d'Eusebi Bona i Francesc P. Nebot, i els jardins que l'envolten van ser dissenyats pel paisatgista Nicolau M. Rubió i Tudurí.
El cos central de l'edifici està format per quatre plantes, i dues ales laterals de tres pisos que dibuixen una corba, i que donen a l'edifici un aire italianitzant i eclèctic.
El 1931, amb la caiguda de la monarquia, el Palau de Pedralbes passà a mans de l'Ajuntament, i el 1932 es reservà la planta baixa per a allotjar la col·lecció del Museu d'Arts Decoratives.
Durant la Guerra civil s'hi instal·là el Govern de Negrín, i a la fi d'aquesta, passà a ser la residència del general Franco a Barcelona.
El 1990 s'hi inaugurà el Museu de Ceràmica, que organitzà l'edifici deixant la primera planta per als despatxos i la col·lecció de ceràmica del s. XII al XIX, i la segona per a la col·lecció contemporània, els tallers de restauració, les reserves i els tallers educatius.
Actualment també alberga el Museu de les Arts Decoratives.

## Història

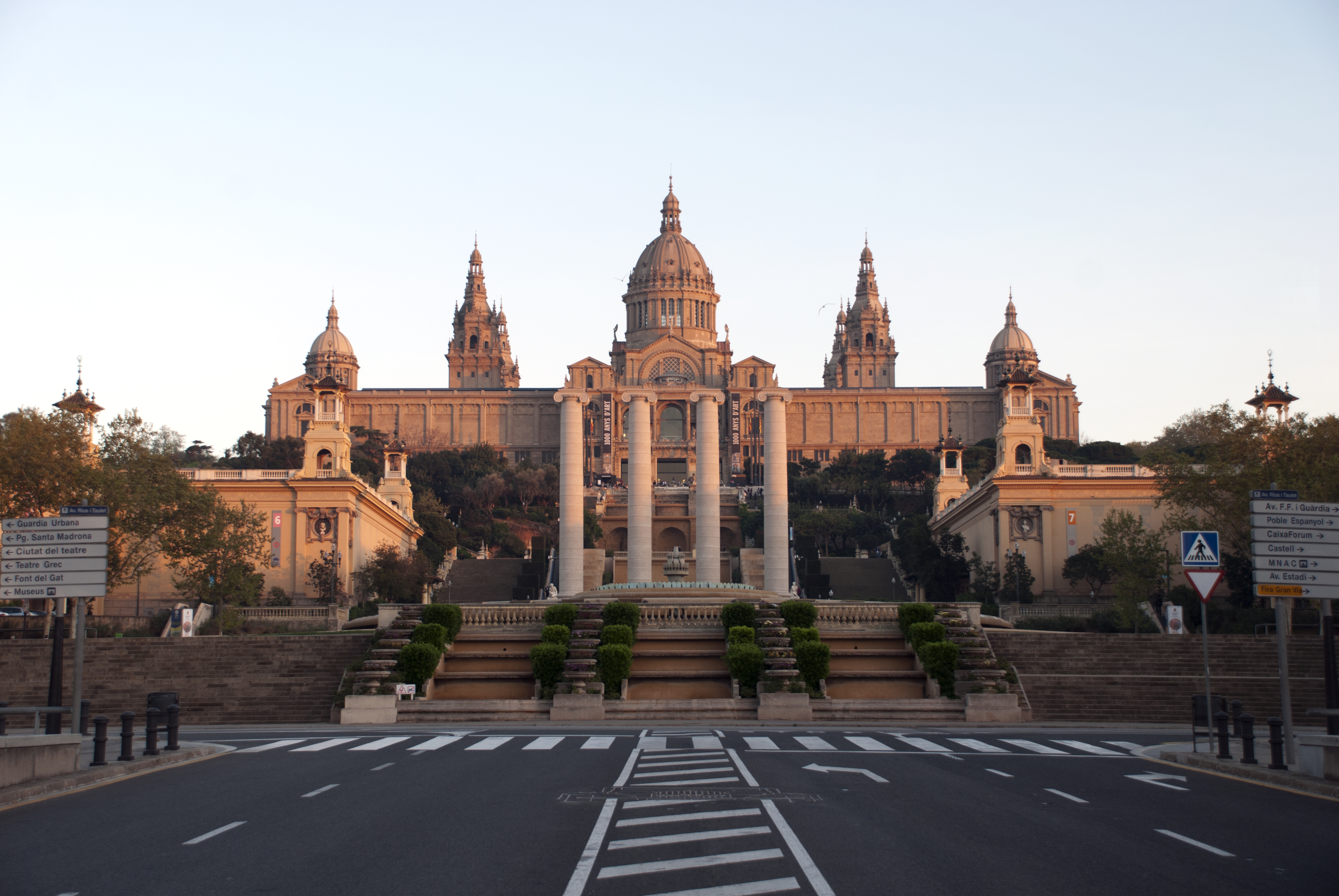
Primera seu del Museu de Ceràmica.

El Museu de Ceràmica es va inaugurar per primer cop el 1966 ocupant la primera planta del Palau Nacional de Montjuïc. La seva col·lecció es va començar a formar a partir de la ceràmica provinent del Museu Provincial d'Antiguitats, del Museu d'Art i Arqueologia de Barcelona, i dels donatius de col·leccionistes privats.
També es van fer grans compres institucionals com l'adquisició de 920 peces gòtiques de l'arquitecte Josep Font i Gumà (1918), la compra de ceràmica de Paterna, excavada al Molí de Testar (1921), o l'adquisició de 701 peces de ceràmica de la col·lecció Plandiura (1932), seguint la política d'adquisicions impulsada per Joaquim Folch i Torres.
El 1932 la ceràmica estrangera es va traslladar al Museu d'Arts Decoratives del Palau Reial de Pedralbes, i la catalana i espanyola es va guardar al Palau de la Ciutadella, a l'espera de ser traslladades al Museu de la Ceràmica i el Vidre que s'havia projectat situar a la Casa Padellàs.
Amb l'esclat de la Guerra Civil, la Junta de Museus es va veure obligada a embalar i traslladar les obres a Olot i Darnius per a protegir-les dels bombardejos. En acabar la guerra, es guardà la ceràmica espanyola al Palau Nacional de Montjuïc, i es mostrà en dues ocasions: una exposició l'any 1942 al mateix Palau Nacional, i una altra, del 1957 al 1962, al Museu d'Art Modern del Parc de la Ciutadella.
El 1957 la col·lecció incorporà també la donació de 16 obres de Pablo Picasso. I cinc anys més tard es començà a preparar, sota la direcció de Luís Maria Llubià, l'obertura del museu en unes sales de la segona planta del Palau Nacional.
El 1981, Joan Miró seguí els passos de Picasso, i també cedí 20 obres al museu, ampliant així la seva col·lecció de ceràmica contemporània.
Amb les obres de remodelació del Palau Nacional, el 1990, es decidí traslladar definitivament el Museu de la Ceràmica al Palau Reial de Pedralbes.
A finals del 2012 el museu va tancar les portes per ser traslladat a l'edifici DHUB.

## La col·lecció
La col·lecció permanent es pot dividir en: ceràmica espanyola, ceràmica estrangera i ceràmica contemporània.

### Ceràmica espanyola
La col·lecció de ceràmica espanyola es divideix en: ceràmica de l'Àndalus (segles X al XV) i mudèjar (segles XV i XVI), valenciana (segles XIII al XIX), aragonesa (segles XIV al XIX), castellana (segles XVI al XIX), catalana (segles XIII al XIX), andalusa (segles XV al XIX) i moderna (fi segle xix i XX). De la primera en destaquen les tècniques per decorar la ceràmica amb estampilles de fusta, òxids metàl·lics, corda seca i reflexos daurats. Un dels conjunts més destacats d'aquest període és l'anomenat Lot de Palma, format per 139 peces del període del domini almohade.
La ceràmica mudèjar es caracteritza per l'abigarrament, l'estructura ornamental radial i la simetria. Les peces es decoraven seguint motius iconogràfics pintats, incisos i estampillats, tant cristians com islàmics.
La ceràmica valenciana es coneix principalment per dos grans centres de manufactura: Paterna i Manises. La ceràmica de Paterna és famosa per dos tipus de ceràmica: l'aspra, cuita i sense esmaltar, i la llosa o ceràmica esmaltada. D'aquesta zona en destaca el ''Plat de la Sardana'' de Paterna, de la segona meitat dels segles XVIII i XIV. De la manufactura de Manises, en destaca la ceràmica aplicada a l'arquitectura, i els plats policroms de reflexos metàl·lics. Als segles xviii i xix, també va ser important la fàbrica de ceràmica d'Alcora que es va especialitzar en objectes suntuaris i serveis de taula de luxe.
La col·lecció aragonesa del museu comença amb ceràmica del s. XIV de Terol, seguida de la producció del XVI de Muel i acaba amb la ceràmica feta a Vilafeliche al segle xvii. És famosa sobretot per la sèrie verda i morada de Terol, que s'assembla a la ceràmica de Paterna.
La ceràmica castellana va destacar sobretot per tres centres de producció. El primer va ser el de Talavera de la Reina que es pot reconèixer per les seves vaixelles renaixentistes. El segon fou el de la població de Puente del Arzobispo, que va repetir els motius i tècniques del primer. I l'últim va ser el de la Real Fábrica de Porcelana del Buen Retiro, que era una continuació de la fàbrica de Capodimonte (Nàpols), que Carles III d'Espanya havia fundat el 1743.[
L'apartat que dedica el museu a la ceràmica catalana és un dels més extensos i està dividit en tres sales. A la primera trobem la producció medieval en verd i morat (s. XIII i XIV), en blau (s. XIV i XV) i la ceràmica de reflexos daurats (s. XVI al XVIII). A la segona i tercera sala es mostren la col·lecció policroma (s. XVI al XVIII) i les sèries blaves, respectivament. En destaca el plafó ''La Xocolatada'' (1710), fet a Barcelona.
La ceràmica andalusa està representada per la producció de dos grans centres: Sevilla i Úbeda. De Sevilla, hi trobem ceràmica feta a la corda seca i d'aresta, seguint els procediments àrabs, i ceràmica pisana o pintada, ja del segle xvii. D'Úbeda, es conserva la ceràmica tricolor i blava que va fer servir per decorar els palaus al segle xvii.
L'espai que el museu reserva a la ceràmica moderna es divideix en la producció d'època modernista (1880-1910) i la producció noucentista (1911- 1930). La ceràmica modernista es va consolidar en l'Exposició universal de 1888, i la col·lecció acull l0obra d'autors de renom com Pau Gargallo, Eusebi Arnau, Enric Casanovas, Venanci Vallmitjana, Xavier Nogués i Josep Pey. La producció d'època noucentista destaca per una recuperació de les arrels clàssiques mediterrànies, i n'és característica l'obra de Xavier Nogués, Josep Guardiola i Josep Aragay.

### Ceràmica estrangera
La col·lecció de ceràmica estrangera s'ha anat conformant a través de l'aportació o adquisició de col·leccions privades. En destaquen les rajoles iranianes de Kashan (segle xiv), la porcellana xinesa (s. XVII al XIX), les peces renaixentistes italianes, i la ceràmica europea d'influència oriental.

### Ceràmica contemporània
La col·lecció de ceràmica contemporània inclou l'obra produïda des del segon terç del segle XX fins als nostres dies. I permet entendre el pas de la producció de ceràmica artesanal amb una clara vocació funcional a la manufactura entesa com una expressió artística en si mateixa. En destaca sobretot l'obra de Picasso i Joan Miró i Ferrà, i més recentment, l'obra d'artistes contemporanis com Mia Llauder, Maria Pallejà o Rosa Cortiella.

## Les sales del museu
La col·lecció permanent estava dividida en 18 sales, on es poden observar peces des de l'època califal fins a la ceràmica contemporània. I està ordenada per ordre geogràfico-cronològic, seguint els següents criteris:
- Sala 1 - De l'època califal al període mudèjar (Segles X-XV)
- Sala 2 i 3 - València (Segles XIV-XVIII)
- Sala 4 a 6 - Aragó (Segles XV a XIX)
- Sala 7 - Talavera de la Reina i Puente del Arzobispo (Segles XVI a XIX)
- Sala 8 a 10 - Barcelona, Lleida i Reus (Segles XIV a XIX)
- Sala 11 - Sevilla i Úbeda (Segles XV a XIX)
- Sala 12 i 13 - València (Segles xviii i xix)
- Sala 14 i 15 - Alcora (Segle xviii i xix)
- Sala 16 - Modernisme, noucentisme, Orientalisme i Moderns (Segle XX)
- Sala 17 i 18 - Ceràmica contemporània (Segle XX i XXI)